# Świder (rzeka)
Świder – rzeka na Mazowszu, prawy dopływ Wisły, o długości około 89 km.

## Przebieg
Źródła znajdują się na wysokości 178 m n.p.m. ujście 85 m n.p.m. Spadek wynosi średnio 116 cm/km, maksymalna rozpiętość stanów wody 3 m, a średni przepływ roczny 4,86 m³/s. Źródła znajdują się na Wysoczyźnie Żelechowskiej w pobliżu Stoczka Łukowskiego. Świder powstaje z dwóch strug źródłowych: jedna o nazwie Świder wypływa na południe od Stoczka Łukowskiego pod wsią Ciechomin, druga nazywana Świdrem lub Różanką – na wschód od miasta Stoczka, pod wsią Róża Podgórna na łąkach przyległych do zachodniego skraju rozległych Lasów Łukowskich. Świder uchodzi do Wisły w jej 490. km, na granicy miasta Józefów i dzielnicy Świdry Wielkie należącej do Otwocka. Powierzchnia dorzecza – 1310 km². Płynie m.in. w pobliżu Seroczyna, Latowicza i Dłużewa.

## Nazwa
Nazwa rzeki pochodzi prawdopodobnie od prasłowiańskiego wyrazu swid lub świd (praindoeuropejski rdzeń sweld), który oznacza woda, wilgotny, błyszczeć, lśnić. Znaczenie etymologiczne może mieć też kręty charakter rzeki, jak również powstające w jej nurcie wiry wodne – „świdry”.

## Charakterystyka przyrodnicza
Bieg rzeki jest kręty, charakterystyczne są liczne zakola, nazywane meandrami (np. w okolicy wsi Wola Karczewska). W niektórych miejscach znajdują się starorzecza, jak w okolicy wsi Sępochów. Zdarza się, że brzeg jest stromy, mając charakter klifu, jak w okolicy Rudzienka. Nurt jest miejscami bystry, woda stosunkowo czysta. W korytarzu rzeki powstają na niektórych odcinkach charakterystyczne łachy – piaszczyste wysepki. Interesującym elementem w korycie rzeki są także progi, zwane szypotami. Piaszczyste dno, niewielka głębokość i ciekawe otoczenie sprawiają, że jest to dobre miejsce na spływy kajakowe i wycieczki.

## Rezerwat przyrody Świder

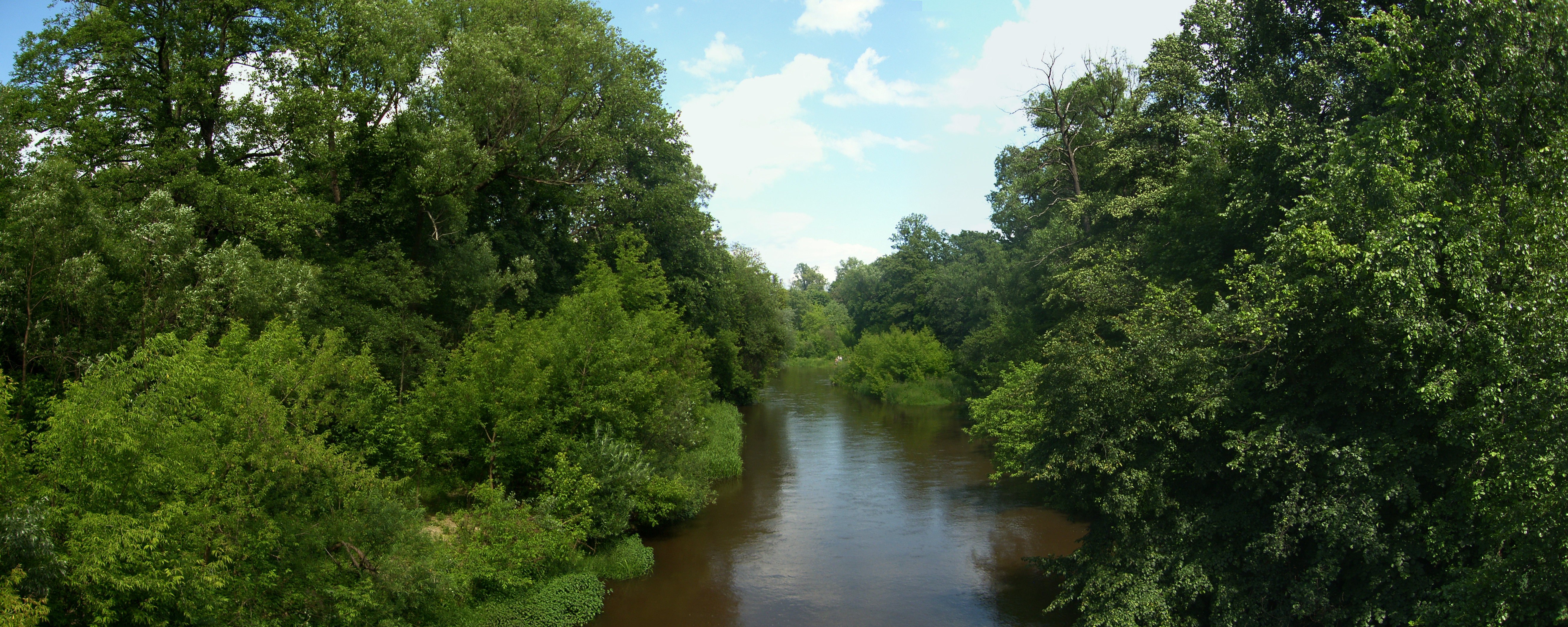
Widok na rzekę z mostu w Otwocku

41-kilometrowy odcinek Świdra od wsi Dłużew do ujścia ze względu na walory przyrodnicze i krajobrazowe został w roku 1978 uznany za rezerwat przyrody. Rezerwat Świder zajmuje obszar 238 ha.